# Círdan
Círdan (spreek uit: Kirdan) is een Elf uit het werk van J.R.R. Tolkien, onder andere In de ban van de ring en De Silmarillion. Zijn bijnaam is de Scheepsbouwer. Hij was uit de eerste generaties Elfen, die de lange tocht van Cuiviénen in het oosten van Midden-aarde naar Beleriand meemaakten. Círdan had een baard, wat vrij uitzonderlijk was bij elfen. Toen de Teleri door Ulmo naar Valinor gehaald werden, haalde Ossë Círdan en anderen over om in Beleriand te blijven. Círdan leefde lange tijd in de Falas, maar verhuisde nadat Brithombar en Eglarest, zijn steden, in het jaar na de Nirnaeth Arnoediad werden verwoest naar het eiland Balar, waar hij bleef tot Beleriand aan het einde van de Eerste Era verwoest werd.
Tijdens de Tweede en Derde Era vertoefde hij in de Grijze Havens, in het uiterste westen van Midden-aarde. Nadat Eregion door Sauron vernietigd werd, kreeg Círdan van Gil-galad de Ring Narya. Deze gaf hij later aan Gandalf, toen deze met de andere Istari aankwam in Lindon. Tolkien verhaalt niet wanneer Círdan over de zee naar Valinor vertrok, maar volgens de overlevering was hij de laatste Elf die Midden-aarde vaarwel zei.